# 스팍스주

스팍스주의 위치

스팍스주(영어: Sfax Governorate, 아랍어: ولاية صفاقس)는 튀니지의 동부에 있는 주로, 주도는 스팍스이다. 면적은 7,545km2이며, 인구는 860,000명(2005년)이다.